# Peter Lyons Collister
Peter Lyons Collister (* 9. März 1956 in Cleveland, Ohio, USA) ist ein US-amerikanischer Kameramann.
Peter Collister studierte an der USC School of Cinema. Seine Karriere im Filmgeschäft begann er als Kameramann der Second Unit für den Film Die blaue Lagune im Jahre 1980. Der im Jahre 1985 gedrehte Film Angel kehrt zurück bedeutete sein Debüt als Chefkameramann. Es folgten mehr als 40 Film- und Fernsehproduktionen als Chefkameramann, bis heute ist er zudem weiterhin in der Second Unit als Kameramann und gelegentlich auch Regisseur tätig.
Er besitzt die Lizenz einen Hubschrauber zu fliegen.

## Filmographie (Auswahl)
- 1986: Rebellen des Grauens (The Supernaturals)
- 1986: Inferno USA (Hostage Dallas)
- 1987: Can’t Buy Me Love
- 1988: Pulse
- 1988: Halloween IV – Michael Myers kehrt zurück (Halloween 4: The Return of Michael Myers)
- 1989: Das Phantom der Oper (Gaston Leroux´ s The Phantom of the Opera)
- 1990: So ein Satansbraten (Problem Child)
- 1993: Poetic Justice
- 1995: Higher Learning – Die Rebellen (Higher Learning)
- 1996: Dunston – Allein im Hotel (Dunston Checks In)
- 1997: Mein Liebling, der Tyrann (The Beautician and the Beast)
- 1998: The Replacement Killers – Die Ersatzkiller (The Replacement Killers)
- 1999: Rent a Man – Ein Mann für gewisse Sekunden (Deuce Bigalow: Male Gigolo)
- 2001: Animal – Das Tier im Manne (The Animal)
- 2002: Mr. Deeds
- 2002: Meister der Verwandlung (The Master of Disguise)
- 2004: Total verknallt in Tad Hamilton (Win a Date with Tad Hamilton!)
- 2004: Wie überleben wir Weihnachten? (Surviving Christmas)
- 2005: The Amityville Horror
- 2006: Garfield 2
- 2007: Meet Bill
- 2007: Alvin und die Chipmunks – Der Kinofilm (Alvin and the Chipmunks)
- 2010: Reine Fellsache (Furry Vengeance)
- 2011: Hop – Osterhase oder Superstar? (Hop)
- 2013: Arrested Development (Fernsehserie, 15 Episoden)
- 2015: Secret Agency – Barely Lethal (Barely Lethal)
- 2015: Alvin und die Chipmunks: Road Chip (Alvin and the Chipmunks: The Road Chip)
- 2016: Die wahren Memoiren eines internationalen Killers (True Memoirs of an International Assassin)
- 2020: SpongeBob Schwammkopf: Eine schwammtastische Rettung (The SpongeBob Movie: Sponge on the Run)
- 2021: Clifford der große rote Hund (Clifford the Big Red Dog)